# 오다와라정
오다와라정(일본어: 小田原町)은 일본 가나가와현 아시가라시모군에 존재했던 정이다.
현재의 오다와라시는 1940년에 신설 합병으로 출범한 것으로 본정과는 별개의 자치체이다.

## 역사
- 1889년 4월 1일 - 정촌제 시행에 의해 5정의 구역을 가지고 아시가라시모군 오다와라정이 성립하였다.
- 1940년 12월 20일 - 아시가라정, 오쿠보촌,하야카와촌 및, 사카와정의 일부와 합병해 오다와라시가 성립해, 동일 오다와라정은 폐지되었다.

## 교통

### 철도
- 철도성 (→ 동일본 여객철도)
  - 도카이도선
- 오다와라 급행철도 (현 오다큐 전철)
  - 오다와라선
- 하코네 등산철도 (현 오다큐 하코네 철도)
  - 철도선
  - 하코네 등산철도 오다와라 시내선
- 다이유잔 철도(현 이즈하코네 철도 다이유잔선)

### 도로
- 도카이도

## 참고 문헌
- 大日本篤農家名鑑編纂所編『大日本篤農家名鑑』大日本篤農家名鑑編纂所、1910年。
- 『神奈川の畜産 昭和九年三月』神奈川縣内務部、1934年。
- 角川日本地名大辞典編纂委員会,『角川日本地名大辞典 神奈川県』1984, 角川書店
- 永井福治『小田原町史』城内国民学校、1941年。NDLJP:1042105。